# 가메우라촌 (니가타현)
가메우라촌(亀浦村)은 니가타현 기타칸바라군에 설치되었던 촌이다.